# Brabante do Norte
Brabante do Norte (neerlandês: Noord-Brabant (pronúnciaⓘ) é a segunda maior província dos Países Baixos, localizada no sul do país, faz divisa com a Bélgica ao sul, o rio Mosa (neerlandês: Maas) ao norte, entre as províncias de Limburgo ao leste e Zelândia ao oeste. A capital da província é 's-Hertogenbosch (ou Den Bosch). As cinco cidades no coração da província: Breda, Eindhoven, Helmond, 's-Hertogenbosch e Tilburgo, formam a segunda rede urbana dos Países Baixos (BrabantStad).

## História

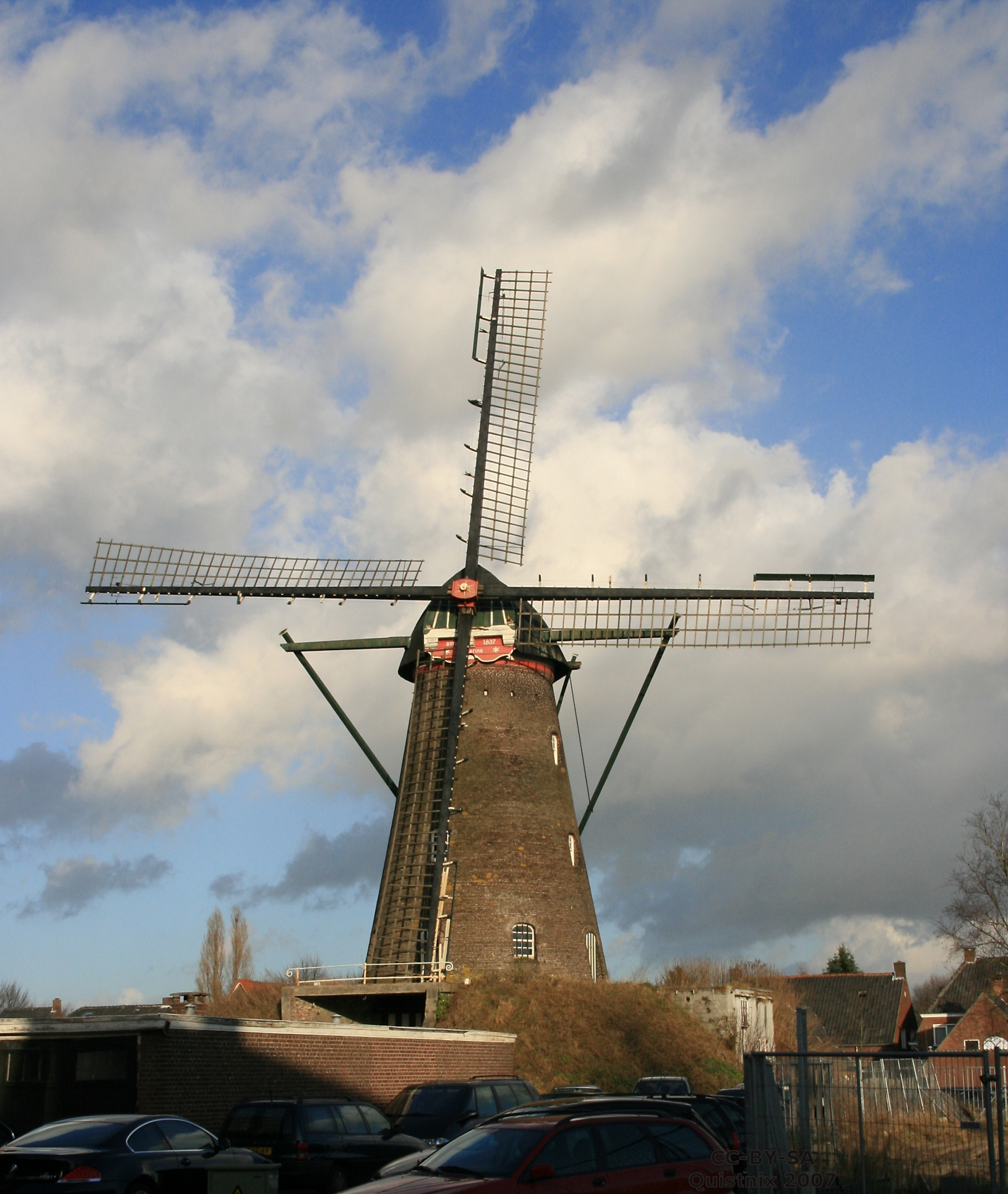
Moinho de vento em Schijndel.

Até o século XVII, a área que agora compõe a província de Brabante do Norte formava a maior porção do Ducado de Brabante, da qual a parte sul é hoje a Bélgica, ainda através dos tempos, diversas áreas se tornaram entidades autônomas. Nos séculos XIV e XV, a área passou por uma era de prosperidade, especialmente as cidades de Leuven, Antuérpia (ambas agora na Bélgica), Breda e 's-Hertogenbosch.
Depois que foi assinada a União de Utrecht, em 1579, Brabante tornou-se um campo de batalha entre protestantes (República das Sete Províncias Unidas dos Países Baixos) e católicos (Espanha), que ocupavam o sul dos Países Baixos. Com a Paz de Vestfália, a região norte de Brabante tornou-se parte dos Países Baixos como território de Staats-Brabant (Brabante dos Estados) sob controle federal, diferentemente das províncias criadas pela República Unida dos Países Baixos que eram autogovernadas.
Tentativas para pregar o protestantismo falharam, e a área serviu principalmente como uma zona de conflitos militares. Em 1796, quando os Países Baixos tornaram-se a República Batava, Staats-Brabant tornou-se uma província com o nome de Bataafs Brabant. Esta condição terminou com a reorganização pela França, e a região foi dividida em vários departamentos.
Em 1815, a Bélgica e os Países Baixos foram unidos formando o Reino Unido dos Países Baixos, e a província de Brabante do Norte foi criada, com a finalidade de diferenciá-la da Brabante do Sul, na atual Bélgica, que se separou do Reino em 1830. Esta fronteira entre os Países Baixos e a Bélgica é especial, pois não forma uma linha contínua, mas há um punhado de enclaves minúsculos (e enclaves dentro de enclaves) em ambos os lados da divisa, como por exemplo, Baarle-Hertog. Quando a província foi criada, o seu território foi expandido com uma parte da província da Holanda e do antigo território de Ravenstein, que anteriormente pertenciam ao Ducado de Cleves, bem como várias pequenas entidades anteriormente autônomas.
A partir do final do século XIX, a província industrializou-se cada vez mais. A indústria têxtil concentrou-se em Tilburgo e Helmond, enquanto que Eindhoven tornou-se a quinta maior cidade do país graças às indústrias Philips e Van Doorne's Automobiel Fabriek (DAF).

## Política
Os Estados Provinciais ou Assembleia da Província (Provinciale Staten), tem setenta e nove cadeiras, e é presidido pela Comissária do Rei, atualmente Ina Adema, desde 2020. Enquanto que os membros da Assembleia da Província são eleitos pelos moradores da província com direito ao voto, o Comissário é designado pela Rainha e o gabinete dos Países Baixos. Com vinte e oito cadeiras, o partido da Democracia cristã (CDA) é a maioria na Assembleia.
Os assuntos diários da província são deixados aos cuidados da Deputação Provincial (Gedeputeerde Staten) que também é presidida pela Comissária da Rainha; seus membros (gedeputeerden) podem ser comparados a ministros.

## Geografia

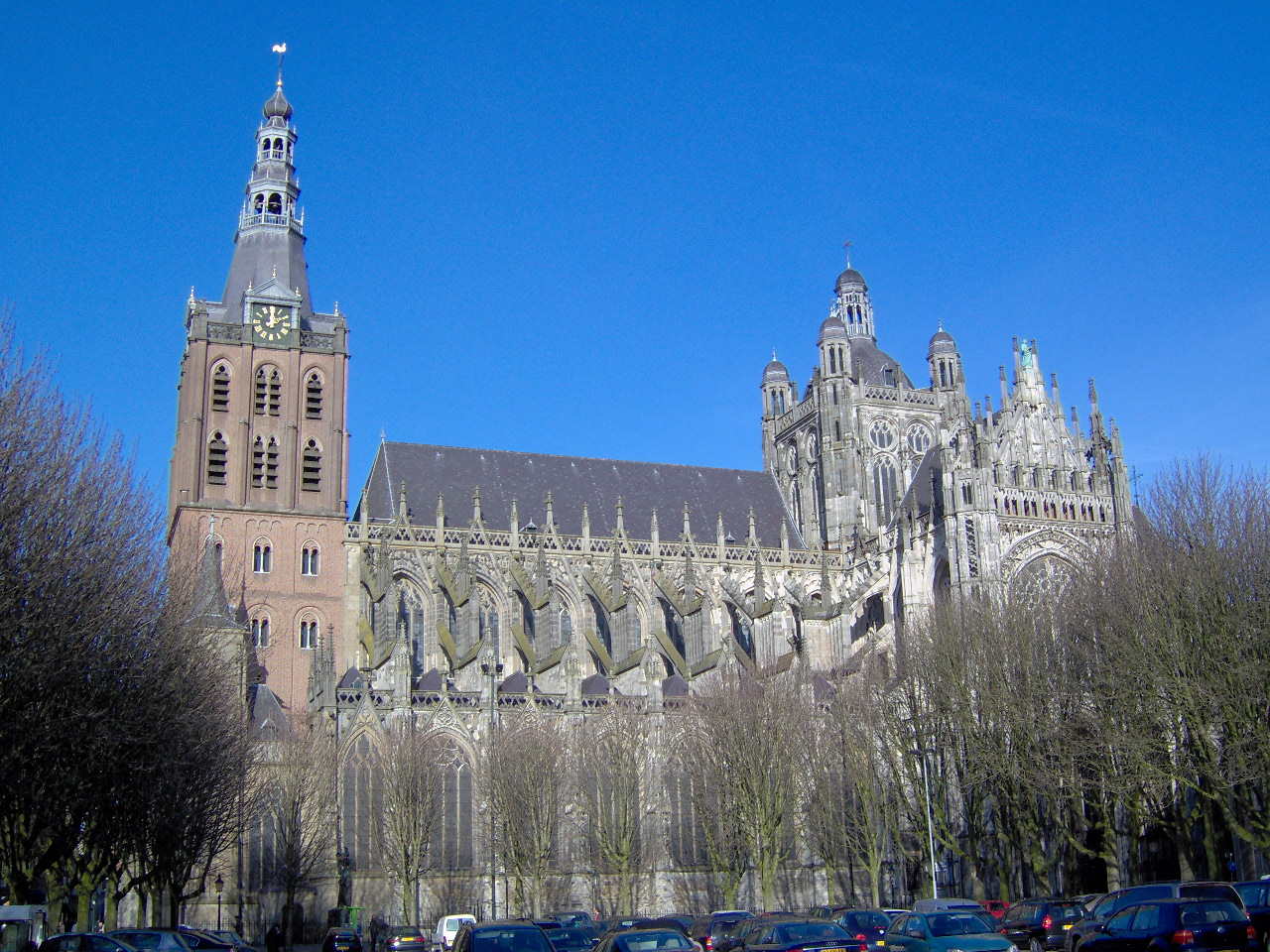
Catedral de São João na capital da província, 's-Hertogenbosch.

Como a maioria dos Países Baixos, Brabante do Norte é essencialmente plana, mas quase todas as partes da província estão acima do nível do mar, assim como não existem muitos canais, como é comum nas partes mais baixas do país. Apesar da maioria da população viver em áreas urbanas, existem muitas aldeias espalhadas pela província e a maioria das terras é cultivada. Apesar disso ainda podem ser encontradas áreas de florestas, bosques e dunas.
A província é cortada pelos rios Mark/Dintel e Dommel e pelos canais Zuid-Willemsvaart e Wilhelmina. É ainda limitada ao norte pelo rio Mosa (em neerlandês: Maas). Seu delta faz parte de um dos maiores parques naturais dos Países Baixos, o Biesbosch ("floresta de ciperáceas"). É uma das últimas áreas de maré de água doce da Europa. O Biesbosch consiste de uma grande rede de rios e riachos com ilhas. A vegetação é principalmente formada por florestas de salgueiros, embora prados úmidos e campos de caniços sejam também comuns. O Biesbosch é uma importante zona húmida para aves aquáticas e possui uma rica flora e fauna. É especialmente importante na migração de gansos. Outros parques nacionais são: o De Groote Peel e o De Loonse en Drunense Duinen (uma das maiores áreas da Europa de acúmulo de areia).
Suas principais cidades são: 's-Hertogenbosch (floresta do duque), também chamada Den Bosch, Tilburgo, Eindhoven e Breda. A Academia Militar Real Neerlandesa (Koninklijke Militaire Academie) fica situada em Breda. Den Bosch é conhecida pela sua famosa Catedral de São João em estilo gótico, construída antes do século XI.

### Municípios
Os maiores municípios de Brabante do Norte são os seguintes:
- Eindhoven (212.324 habitantes)
- Tilburgo (Tilburg, 203.482 habitantes)
- Breda (171.946 habitantes)
- 's-Hertogenbosch (137.802 habitantes)

Brabante do Norte está dividida atualmente em sessenta e dois municípios. Tradicionalmente, quase todas as cidades foram municípios independentes, mas o número deles diminuiu grandemente na década de 1990 com a incorporação de pequenas cidades às maiores e a fusão de muitas delas. Os municípios da província de Brabante do Norte são:
| - 's-Hertogenbosch - Alphen-Chaam - Altena - Asten - Baarle-Nassau - Bergeijk - Bergen op Zoom - Bernheze - Best - Bladel - Boekel - Boxmeer - Boxtel - Breda - Cranendonck - Cuijk | - Deurne - Dongen - Drimmelen - Eersel - Eindhoven - Etten-Leur - Geertruidenberg - Geldrop-Mierlo - Gemert-Bakel - Gilze en Rijen - Goirle - Grave - Haaren - Halderberge - Heeze-Leende - Helmond | - Heusden - Hilvarenbeek - Laarbeek - Landerd - Loon op Zand - Meierijstad - Mill en Sint Hubert - Moerdijk - Nuenen, Gerwen en Nederwetten - Oirschot - Oisterwijk - Oosterhout - Oss - Reusel-De Mierden - Roosendaal | - Rucphen - Sint Anthonis - Sint-Michielsgestel - Someren - Son en Breugel - Steenbergen - Tilburgo (Tilburg) - Uden - Valkenswaard - Veldhoven - Vught - Waalre - Waalwijk - Woensdrecht - Zundert |  |

## Cultura

### Esportes

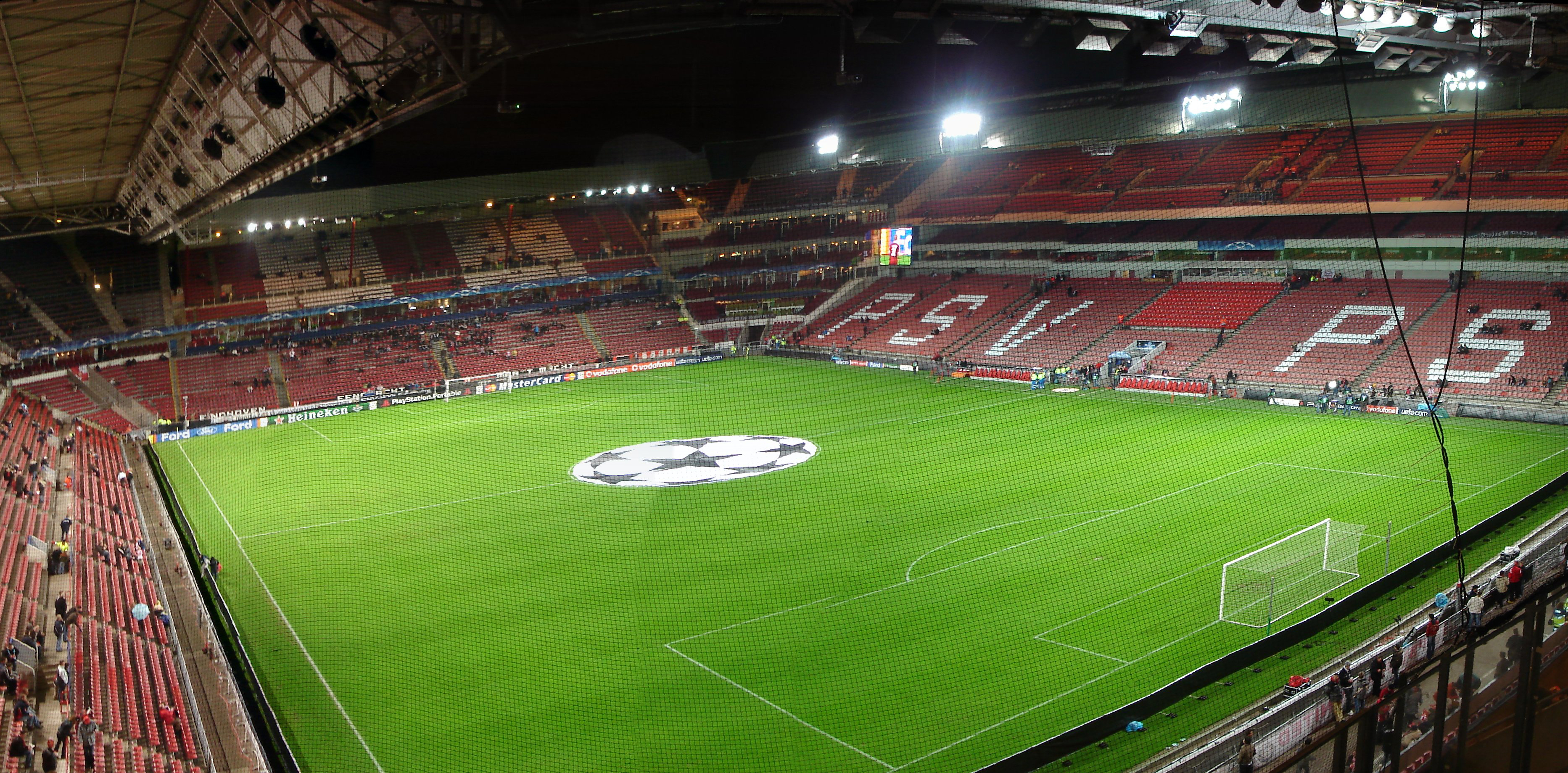
Philips Stadion, casa do PSV Eindhoven.

O esporte mais popular em Brabante do Norte é o futebol. Na província, os clubes de futebol, que jogam na liga principal do futebol neerlandês, são:
- NAC Breda
- Willem II Tilburg
- PSV Eindhoven

### Turismo
Os principais pontos turísticos da província estão nas antigas cidades de Breda e 's-Hertogenbosch. Em 's-Hertogenbosch pode-se fazer uma turnê pelas fortificações da cidade, apreciar a arquitetura da catedral-basílica São João Evangelista (Sint-Janskathedraal), visitar os museus Zwanenbroedershuis e Noordbrabants. Breda é conhecida como a "Cidade de Orange", uma vez que está intimamente ligada à família real neerlandesa da Casa de Orange-Nassau. Muitos edifícios da cidade são reminiscentes da Casa real. Guilherme I, príncipe de Orange foi Barão de Breda, e morou durante um breve período de tempo no castelo da cidade.
Também muito procurada pelos turistas é a vila de Baarle, onde estão localizados vinte e dois enclaves belgas. Nesses enclaves belgas encontram-se ainda sete enclaves neerlandeses. A vila está dividida entre o município neerlandês de Baarle-Nassau e o município belga de Baarle-Hertog.
O parque de diversões temático "De Efteling" localiza-se na vila de Kaatsheuvel, município de Loon op Zand. É um dos parques temáticos mais antigos do mundo (fundado em 1952). Inicialmente, o parque era voltado para temas sobre fábulas para crianças. Em mais de cinquenta anos de atividade, o parque evoluiu de um parque natural com playground e uma floresta dos contos de fadas, em um parque temático completo nos moldes da Disneylândia. É duas vezes maior que a original Disneylândia e atualmente oferece atrações para os públicos jovem e idoso com seus temas culturais, românticos e nostálgicos e uma grande variedade de brinquedos.
Também para os amantes da natureza Brabante do Norte tem muito a oferecer. Espalhadas ao longo da província encontram-se muitas florestas e charnecas, que recebem a proteção do Estado. Estas florestas são abertas ao público. A mais conhecida reserva natural é o parque nacional De Biesbosch, uma das últimas zonas úmidas da Europa.

## Transporte
Importantes estradas, rodovias e ferrovias cortam toda a província. A A16 (E 19) é uma importante ligação norte-sul que interliga os portos de Roterdã e Antuérpia. Além disso, a autoestrada A2 é uma importante ligação norte-sul, que interliga Amsterdã e Maastricht. A autoestrada A58/A67 (E 312) é a principal ligação leste-oeste da província e interliga o litoral da Zelândia com a Alemanha.

## Economia
O emprego está localizado dentro dos setores da agricultura, da indústria e de serviços. Os principais produtos agrícolas são: o trigo e o açúcar de beterraba, enquanto que a criação de vacas e porcos é o destaque da pecuária. As principais indústrias produzem carros, aparelhos eletrônicos (Philips Companhia Elétrica), ambos, sobretudo em Eindhoven, produtos têxteis e calçados.
Em comparação com o produto interno bruto (PIB) da União Europeia baseado no poder de compra, a província atingiu em 2006 o índice de 132,2 (UE-27 = 100).